# Stëblevë
Stëblevë è una frazione del comune di Librazhd in Albania (prefettura di Elbasan).
Fino alla riforma amministrativa del 2015 era comune autonomo, dopo la riforma è stato accorpato, insieme agli ex-comuni di Hotolisht, Lunik, Orenjë, Polis e Qendër Librazhd a costituire la municipalità di Librazhd.

## Località
Il comune era formato dall'insieme delle seguenti località:
- Stëblevë
- Zabzun
- Borove
- Llange
- Sebisht
- Moglic
- Proda